# Le Mariage de Buffy
Le Mariage de Buffy est le 9e épisode de la saison 4 de la série télévisée Buffy contre les vampires.

## Résumé
Pour oublier le départ d'Oz, Willow lance un sort pour que sa peine s'en aille. Malheureusement pour elle, le sort ne semble pas fonctionner. Cependant, quand elle dit à Giles que celui-ci ne voit rien, il commence effectivement à perdre la vue. Spike, qui était retenu chez Giles, parvient à se libérer. Grâce à un commentaire de Willow, Buffy le retrouve en un instant et le ramène chez Giles. Willow, contrariée que Buffy l'abandonne, suggère à Alex que Buffy devrait se marier avec Spike. Chez Giles, Spike fait alors sa demande en mariage à Buffy, qui accepte. Ils passent leur temps à s'embrasser et à préparer leur mariage, à la stupéfaction de Giles.
Pendant ce temps, Willow dit à Alex qu'il n'attire que les démons femelles. Ainsi, alors qu'Alex est chez lui avec Anya, plusieurs démons femelles commencent à le poursuivre. Anya et Alex trouvent refuge chez Giles. Là-bas, Alex découvre ce qui se passe entre Buffy et Spike et se rend compte que Willow est la responsable de cette situation. Dans le même temps, D'Hoffryn, impressionné par le sort de Willow, l'emmène dans sa dimension et lui propose de devenir un démon vengeur mais Willow refuse poliment et, une fois rentrée, rompt aussitôt le sort.

## Statut particulier
Cet épisode préfigure certains événements ultérieurs de la série tels que la relation entre Buffy et Spike ou l'abus de la magie par Willow et l'affirmation de son lesbianisme (on peut voir Riley Finn aider à poser une bannière de l'UC Sunnydale Lesbian Alliance). Il est souvent considéré comme l'un des épisodes les plus comiques de la série. 
Noel Murray, du site The A.V. Club, trouve l'épisode « bien équilibré », « commençant par une représentation crédible de la douleur que ressent Willow » avant de devenir « extrêmement comique avec le rythme et les gags d'un vieux cartoon de Warner Bros. ». Les rédacteurs de la BBC évoquent un épisode « formidablement inventif et amusant » où Spike « vole la vedette » par ses répliques et son « alchimie bizarre » avec Buffy. Pour Mikelangelo Marinaro, du site Critically Touched, qui lui donne la note de A-, l'épisode est « extrêmement amusant » avec « certaines scènes comiques mémorables » et, d'autre part, quelques observations perspicaces sur les personnages. Jonathan V. Last, écrivant pour The Weekly Standard, le classe à la 5e place des meilleurs épisodes de la série, affirmant que c'est « l'épisode le plus drôle d'une série souvent hilarante ».